# Tipula (Yamatotipula) sulphurea sulphurea
Tipula (Yamatotipula) sulphurea sulphurea is een ondersoort van de tweevleugelige Tipula (Yamatotipula) sulphurea uit de familie langpootmuggen (Tipulidae). De ondersoort komt voor in het Nearctisch gebied.